# Crinolina
Dans le monde de la tauromachie, la crinolina est une passe de cape inventée par le matador mexicain Mariano Ramos, neveu de Carnicerito de Méjico, matador mexicain. Ramos est plus connu dans son pays sous l'apodo « El Charro ». 

## Historique
Avant d'être matador, Ramos a d'abord été charro, c'est-à-dire spécialiste du dressage et de la monte de chevaux. Il se produisait dans des charraedas, spectacles taurino-équestres regroupant des exercices de maniement du lasso, d'habileté équestre et de maîtrise dans la monte de bovins ou de chevaux non dressés. Entrainé au lasso par son oncle Carnicerito de Méjico, puis à la tauromachie, il a transposé le maniement du lasso en maniement de cape lors d'un mano a mano où il s'est distingué en créant cette passe. Mais il n'a jamais toréé en dehors de son pays et n'a jamais abandonné les charraedas. 

## Description
El Charro lui-même s'était déclaré incapable de la décrire. Il disait seulement que «  les deux mains ne toréent jamais ensemble », expliquant ainsi le tourbillonnement de la cape tenue à deux mains, tantôt avec l'une tantôt avec l'autre, rappelant ainsi les circonvolutions du lasso. Beaucoup d'aficionados admirent cette suerte en ignorant son origine, tout comme certains matadors européens qui la découvrent en allant toréer en Amérique latine
Très fréquemment utilisée au Mexique, la crinolina est spectaculaire, mais les européens ont du mal à la réussir. Morenito de Nîmes a osé la réaliser à Nîmes lors de la feria des vendanges 2012 où José Tomás a été particulièrement brillant. Morenito, alors sobresaliente a déclaré au journal Midi libre : « Quand je suis allé faire le quite, je me suis dit qu’il fallait faire quelque chose de différent, vu la grande variété de Tomás à la cape. (...) Alors, je me suis lancé dans une crinolina, passe très fréquente au Mexique. »
Cette passe est également exécutée au Mexique avec la muleta